# 立川吉幸
立川 吉幸（たてかわ きっこう、1973年8月31日 - ）は、落語芸術協会所属の落語家。本名∶渡邉 正美。千葉県勝浦市出身、東京都足立区在住。

## 経歴
1997年10月、二代目快楽亭ブラックに入門。前座名「ブラ房」。
2005年8月、ブラックの立川流除名に伴い立川談幸門下となる。「吉幸」と改名。
2007年7月1日に立川キウイ、立川談大、泉水亭錦魚、立川平林、立川談奈、立川らく里、立川志らべ、立川らく次と共に立川流二ツ目昇進。11月16日に東京・ムーブ町屋ホールで二ツ目昇進披露を行う。
2014年末、師匠立川談幸、弟弟子立川幸之進と共に落語立川流を退会し、2015年4月、落語芸術協会に入会。ただし1年間前座を務めることとなり、2016年4月上席まで前座として扱われた。
2016年4月中席より、瀧川鯉白、瀧川鯉んと共に落語芸術協会二ツ目に昇進。
2019年5月上席より瀧川鯉斗、三遊亭藍馬と共に真打に昇進。

## 芸歴
- 1997年10月∶二代目快楽亭ブラックに入門、前座名「ブラ房」。
- 2005年8月∶立川談幸門下に移籍、「吉幸」と改名。
- 2007年7月∶立川流二ツ目昇進。
- 2014年∶談幸一門が落語立川流を退会。
- 2015年4月∶落語芸術協会入会、前座となる。
- 2016年4月∶落語芸術協会二ツ目昇進。
- 2019年5月∶真打昇進。

## 人物
- 立川談幸一門の総領弟子であるが、最初の師匠である快楽亭ブラックの立川流退会に伴い談幸門下となったため[7]、一番弟子ではない。最初に談幸に入門したのは弟弟子の立川幸之進である[8]。
- 長かった前座時代からも端正な語り口を見せ、らくだ、子別れ、芝浜など寄席における大トリネタにも早くから取り組んでいる。[要出典]
- 東京でおさなぎ色という芸名で漫談をしていた桂ぽんぽ娘（上方落語協会所属の女流噺家）からは、東京時代の公私にわたる交流をもとに「白馬の王子様」と称され慕われている。なお、公式サイト名の「ときめき☆…」というのは、おさなぎ色がかつてパーソナリティを務めた「ときめき☆乙女塾」に由来して、吉幸の贔屓筋周辺が命名した。[要出典]
- 倉庫の二階の主催者・村田席亭と二人で「オールナイトチョメチョメ」というトークショーを両国亭で開催している。開催は年六回で、奇数月に開催している。
- 競輪に造詣が深い事でも知られており、大レースの際には競輪場のイベントに登場することも多い。
- 弥彦競輪場でナイターやミッドナイトのレースが開催される際には、弥彦競輪公式YouTube番組『YELL（エール）』の司会進行を務めている。その縁もあって、場内や弥彦村の施設で不定期の落語会も開催している。
- 師に従い落語芸術協会移籍後は1年間前座を務め、二ツ目昇進後から3年で真打に昇進している。通常は二ツ目昇進後約10年が真打昇進の基準[9]とされる事から、立川流での修業期間が考慮されたものと考えられる。この真打昇進の際に形式的ではあるが、当時の香盤上で28人（講談師の神田松之丞を含む）を追い抜いた形となる。
  - 一方で芸協入りの際に二ツ目を7年経験した者に対し、改めて前座の修業を課した事には業界でも物議を醸し、特に立川志らくは自身のブログで「彼を前座に戻すということは、芸術協会は立川流を認めていないことになる。つまり談志を否定していることになる」と痛烈に批判している（後に削除）[10]。
  - 吉幸は後に前座生活を振り返り「ウチの師匠（談幸）からは『みんな、“兄さん”と呼びなさい』と言われました。ダレた二ツ目生活をしていたから肉体的にはハードでしたね。お茶くみ一つとってもやり方が違う。（立川流は）太鼓をたたく機会が格段に少なかった。システムが違うしやって良かったと思います」と振り返りつつも、「もう1回やれと言われれば考えてしまいますけどね」とも語っている[10]。